# Nana (wieś)
Nana – wieś w Rumunii, w okręgu Călărași, w gminie Nana. W 2011 roku liczyła 2568 mieszkańców.